# Чехиркин, Александр Константинович
Алекса́ндр Константи́нович Чехи́ркин (род. 13 марта 1986, Ростов-на-Дону) — российский борец греко-римского стиля, чемпион мира 2018 года, чемпион Европейских игр 2019 года и чемпион Европы 2014 года. После Олимпиады так же стал старшим тренером сборной России.Заслуженный мастер спорта России. Член сборной России на Олимпиаде в Токио 2020 года.

## Биография
Александр Чехиркин живёт в Ростове-на-Дону, тренируется у С. В. Алубаева и выступает за Ростовскую область. На Кубке мира 2013 года завоевал золото, на Кубке европейских наций завоевывал золото (2012) и бронзу (2013). В 2014 году стал победителем международного турнира «Гран-при Ивана Поддубного» и чемпионом Европы (Вантаа, Финляндия), Чемпион мира 2018 (Будапешт).
В конце февраля 2018 года появились сообщения о том, что допинг-тест Чехиркина, сданный накануне чемпионата мира 2017 года, дал положительный результат, по этой причине Чехиркин был лишён серебряной медали. На чемпионате мира 2018 года в Будапеште (Венгрия) стал впервые чемпионом мира в весе до 77 кг.

## Спортивные результаты
- Чемпионат России по греко-римской борьбе 2005 года — ;
- Чемпионат России по греко-римской борьбе 2006 года — ;
- Чемпионат России по греко-римской борьбе 2009 года — ;
- Чемпионат России по греко-римской борьбе 2010 года — ;
- Чемпионат России по греко-римской борьбе 2011 года — ;
- Чемпионат России по греко-римской борьбе 2013 года — ;
- Чемпионат России по греко-римской борьбе 2015 года — ;
- Чемпионат России по греко-римской борьбе 2016 года — ;
- Чемпионат России по греко-римской борьбе 2017 года — ;
- Чемпионат России по греко-римской борьбе 2018 года — ;
- Чемпионат России по греко-римской борьбе 2020 года — ;
- Чемпионат России по греко-римской борьбе 2021 года — ;
- Чемпионат России по греко-римской борьбе 2022 года — ;